# Смирнова, Вера Ивановна
Вера Ивановна Смирнова (30 сентября 1927, Шуйский уезд, Иваново-Вознесенская губерния, РСФСР, СССР — 20 сентября 2016, Камышин, Волгоградская область, Россия) — советский передовик производства, ткачиха Камышинского хлопчатобумажного комбината (Волгоградская область), Герой Социалистического Труда.

## Биография
Родилась 30 сентября 1927 года в селе Дунилово в семье потомственных ткачей. Русская.
Трудовую деятельность начала на Шуйско-Тезинской фабрике, когда ей ещё не было 18 лет. Учила её потомственная ивановская ткачиха Прасковья Чушкина. Одиннадцать лет проработала на старых механических станках, завоевала звание лучшей ткачихи Ивановской области.
В 1955 году как одна из лучших мастериц, поехала на новое предприятие — Камышинский хлопчатобумажный комбинат — осваивать ткацкое оборудование. Здесь сразу встала за 16 ткацких станков. Оборудование — новейшей конструкции, освоила быстро. Вскоре попросила расширить зону ещё на 12 автоматов. Обслуживать 28 станков — такое в то время было по плечу не многим ткачихам. Задание семилетки Смирнова выполнила досрочно и дополнительно выработала 80 тысяч метров ткани.
Указом Президиума Верховного Совета СССР от 9 июня 1966 года за выдающиеся заслуги в выполнении заданий семилетнего плана и достижение высоких технико-экономических показателей по производству тканей, трикотажа, обуви, швейных изделий и другой продукции легкой промышленности Смирновой Вере Ивановне присвоено звание Героя Социалистического Труда с вручением ордена Ленина и золотой медали «Серп и Молот».
Работала на комбинате до выхода на пенсию.
Проживала в городе Камышин Волгоградской области.

## Награды и звания
Герой Социалистического Труда.
Награждена ордена Ленина, Трудового Красного Знамени, медалями.